# کاترکا
کاترکا (به صربی: Katrga) یک روستا در صربستان است که در Moravica District واقع شده‌است.
 کاترکا ۱۴٫۶۶ کیلومتر مربع مساحت و ۸۷۷ نفر جمعیت دارد و ۱۸۷ متر بالاتر از سطح دریا واقع شده‌است.